# Gamar beyim Cheyda
 (mai 2022).
Gamar beyim Cheyda (en azéri : Qəmər bəyim Ata khan gızı; née en 1881 à Choucha et morte en 1933 à Bakou) est une poétesse et dramaturge azerbaïdjanaise.

## Biographie
Gamarnisa beyim est née dans la famille d'Ata khan Abrakhanov et de Boyuk Khanim Djavanchir. Elle est la petite-fille d'Ibrahim Khalil Khan Saridjali Djavanchir. À la mort d'Ata khan, Gamar beyim était encore jeune. Après la mort de son père, elle était sous la garde de son frère Muhammad. Muhammad embauche des professeurs pour lui enseigner à la maison et l'encourage à aller à l'école de Choucha pour un deuxième diplôme. Adolescente, Natavan est présenté à Natavan,la célèbre poétesse de son temps, dans le Madjlisi-Uns, et Natavan, à son tour, confirme le talent de Gamar Bey et lui donne le surnom de Cheyda. Natavan a une forte influence sur le travail de Gamar bey Cheyda.
Gamar beyim était marié à Sadig bey Vazirov. Elle avait six enfants.

## Créativité
La poétesse Gamar Beyim est surtout connue pour ses ghazals. Gamar Beyim, l'une des poétesses célèbres de son temps, échange des idées et des poèmes avec une autre poétesse, Ziba Ardabili. Gamar Beyim est également dramaturge. Le manuscrit de sa pièce Le déluge d'oppression est conservé à l'Institut des manuscrits de l'Académie nationale des sciences d'Azerbaïdjan. On dit que bien qu'il y ait eu de nombreux manuscrits au moment de sa mort, tous n'ont pas survécu.

## Héritage
Gamar Beyim et d'autres femmes poètes de Madjlisi-Uns étaient une source d'inspiration du projet lancé en Azerbaïdjan en 2018. Cette exposition faisait partie des cérémonies dédiées au centenaire de la République d'Azerbaïdjan.